# Liste der Träger des Verdienstordens des Landes Rheinland-Pfalz/2017
Im Jahr 2017 wurden folgende Personen mit dem Verdienstorden des Landes Rheinland-Pfalz geehrt. Detlef Zühlke konnte bei der Verleihung nicht anwesend sein. Seine Auszeichnung wurde ihm daher zu einem anderen Zeitpunkt überreicht.
| Ordensträger                      | Lebensdaten | Wohnort               | Wirken                        |
| --------------------------------- | ----------- | --------------------- | ----------------------------- |
| Bernadette Bros-Spähn             |             | Ludwigshafen am Rhein |                               |
| Walter Dury                       | * 1944      | Zweibrücken           | Jurist                        |
| Herbert Ehlen                     |             | Blankenheim           |                               |
| Heide Prinzessin von Hohenzollern |             | Burg Namedy/Andernach |                               |
| Michael Krauß                     |             | Kaiserslautern        |                               |
| Brigitte Merzhäuser               |             | Mudersbach            |                               |
| Dorothea Reichert                 |             | Lustadt               |                               |
| Georg Sprung                      |             | Landau in der Pfalz   |                               |
| Margret Staal                     |             | Hattert               |                               |
| Gernot Wilhelm                    | * 1945      | Veitshöchheim         | Altorientalist                |
| Detlef Zühlke                     | * 1949      | Kaiserslautern        | Ingenieur und Hochschullehrer |